# Дакахлия
Дакахлия (на арабски: الدقهلية) е египетска област (мухафаза), намираща се североизточно от Кайро. Административен център град Мансура. Мухафазата е известна с това, че от нея произлизат едни от най-известните египтяни в областта на инженерството, медицината и изкуствата. Центъра за трансплантация на бъбреци в Мансура е смятан за най-добрия в Африка. Населението е 6 492 381 души (28 март 2017).